# مرشد علي العرشاني
مرشد بن علي مرشد العرشاني (مواليد 1952 - ) قاضي وسياسي يمني. من مديرية أرحب محافظة صنعاء، متزوج وله ستة من البناء، شغل منصب وزير العدل في اليمن، ويشغل حالياً منصب عضو مجلس الشورى. كان عضواً في مجلس القضاء الأعلى لفترتين، وعضواً في المحكمة العليا رئيساً للدائرة المدنية (ب) ورئيساً لجمعية الإصلاح الخيرية الاجتماعية.

## حياته
تخرج في مرحلته الأساسية من دار الحديث بمكة المكرمة، وتخرج في مرحلته الجامعية من كلية الشريعة بالجامعة الإسلامية بالمدينة المنورة عام 1979، وحصل على دبلومين في القضاء الجنائي والقضاء المدني من المعهد العالي للقضاء باليمن في 1984 ضمن الدفعة الأولى.

## الأعمال السابقة
- رئيس محكمة شرق صنعاء من العام 1988م-1994م.
- نائب رئيس هيئة التفتيش القضائية من العام 1994-2001م.
- عضو المحكمة العليا رئيس الدائرة الشخصية هيئة «ب».
- عضو المحكمة العليا رئيس الدائرة الشخصية هيئة «أ».
- عضو المحكمة العليا رئيس الدائرة المدنية هيئة «ب».
- عضو مجلس القضاء الأعلى في الفترة من العام 1998م -2004م.
- أمين عام المنتدى القضائي من العام 1995 وحتى 2013.
- عضو هيئة الرقابة الشرعية بوحدة الصكوك الإسلامية بالبنك المركزي اليمني.
- رئيس هيئة الرقابة الشرعية لبنك سبأ.
- رئيس هيئة الرقابة الشرعية لمصرف اليمن والبحرين الشامل.
- عضو هيئة الرقابة الشرعية للشركة الإسلامية للتأمين منذ تأسيسه وحتى الآن.
- رئيس هيئة الرقابة الشرعية لبنك اليمن والكويت الإسلامية منذ تأسيسه وحتى الآن.
- عين وزير للعدل في حكومة الوفاق الوطني في 7 ديسميبر 2011 حتى سبتمبر 2014.